# Nupserha cauta
Nupserha cauta är en skalbaggsart som beskrevs av Holzschuh 1986. Nupserha cauta ingår i släktet Nupserha och familjen långhorningar.
Artens utbredningsområde är Nepal. Inga underarter finns listade i Catalogue of Life.